# 森脇健児のケンケン・ゴウゴウ!
『森脇健児のケンケン・ゴウゴウ!』（もりわきけんじのケンケン・ゴウゴウ!）は朝日放送ラジオ（ABCラジオ）で2018年4月3日から2021年9月21日まで放送されていたラジオの生ワイド番組である。

## 概要
これまで、朝日放送ラジオで放送されている『よなよな…』の月曜日のメインパーソナリティを2014年から4年間務めてきた森脇健児が、2018年4月改編をもって、火曜日のお昼の時間帯（ABCパワフルアフタヌーン枠）のパーソナリティへ異動しスタート。
この番組では森脇健児と、パートナーを組む関根友実（元ABCアナウンサー）が火曜のお昼に「喧々囂々（ケンケンゴウゴウ）」と送るもので、リスナーの皆さんとのつながりを意識した生ワイド番組となっている。
2021年8月31日の放送のエンディングで9月21日（最終回）で番組が終了することをパートナーの関根友実より告知した。これにより3年半の放送を終了。また、森脇は2014年から8年間続いたABCラジオの生ワイド番組出演が途絶えることになった。2021年9月28日以降、同じ時間帯は吉本興業所属のお笑いコンビ・ミルクボーイによる『ミルクボーイの火曜日やないか!』が引き継いだ。

## 放送時間
- 火曜日 12:00-15:00
  - 全国高校野球選手権大会中継（毎年8月）の際は放送休止となる。試合が雨天等で中止の場合は雨傘番組で対応。

## 出演者

### パーソナリティ
- 森脇健児
  - 放送当日の『よなよな…』（松竹芸能の後輩・ますだおかだ増田英彦がパーソナリティを務める火曜分。2021年秋改編で終了）では、当番組における発言が「よなよなBPO」（テレビ・ラジオ番組に関するリスナーからの投稿コーナー）で盛んに取り上げられている。

### パートナー
- 関根友実
  - 元ABCアナウンサーで、臨床心理士としても活動している。

## コーナー
- 素直！謙虚！感謝！ニュース1・2・3!!

週末から当日までのニュースや出来事から気になったものを紹介する。
- しくじり先輩

リスナーから人生のしくじりを大小問わず募集し、「energy flow」（坂本龍一）をBGMに森脇が読み上げる。
読み上げの後、7代目笑福亭松喬による横山たかしのモノマネ「あ〜、すまんのぅ。生き〜よ〜。」が流れる。
タイトルの元ネタは『しくじり先生』（テレビ朝日。森脇も先生として同番組に出演した経験がある）。
- 週刊・芸能茶飲み話

関根が特に気になった芸能情報をピックアップし、臨床心理士としての見解を交えながら森脇とトークを行う。
- 感激！観劇日記

映画や演劇、スポーツなど森脇が最近見て感激したものを紹介。100点満点で評価を下す。
- 健ちゃん聞いて

リスナーからの質問や悩みに答えるコーナー。
- ゲストコーナー

主に14時台に設定、主に森脇と同じ松竹芸能所属の芸人・タレントを招いてトークを行う。
- 友実センセの今日の心理分析

臨床心理士である関根が、当日気になった森脇の言動と理由を発表、森脇の心理状態を分析しカウンセリング・アドバイスする。
- ABCニュース - オープニングトーク後および13:13頃、14:00頃に放送
- ABC天気予報 - 14時台後半に気象予報士が気象情報を伝える
- ABC交通情報 - 12:50頃、13:50頃、14:50頃に放送